# Manga Erotics F
《Manga Erotics F》（日语：マンガ・エロティクス・エフ）是太田出版發行的雙月刊漫画雜誌。2001年1月創刊號時為月刊，2002年改成雙月刊，於每個奇數月7日發行。於2014年7月刊行88号時休刊。
為太田出版的季刊《Manga Erotics》與月刊《Manga F》合併的新期刊。

## 部分連載漫畫
- 順其自然的日子
- 青之花
- 天堂餐館
- 錯位的青春

## 外部連結
- 官方網站 （页面存档备份，存于）（日語）